# К-419 Kuzbass
El K-419 Kuzbass es un submarino de clase Akula de la Armada rusa.

## Diseño
El Proyecto 971 tiene un diseño de doble casco. El cuerpo robusto está fabricado en acero aleado de alta calidad con σт = 1 GPa (10.000 kgf/cm²). Para simplificar la instalación del equipo, el barco se diseñó utilizando bloques zonales, lo que hizo posible transferir una cantidad significativa de trabajo desde las condiciones de hacinamiento de los compartimentos del submarino directamente al taller. Una vez finalizada la instalación, la unidad zonal se "enrolla" en el casco del barco y se conecta a los cables y tuberías principales de los sistemas del barco. Se utiliza un sistema de amortiguación de dos etapas: todos los mecanismos se colocan sobre cimientos amortiguados, además, cada unidad de zona está aislada del cuerpo por amortiguadores neumáticos de cuerda de goma. Además de reducir el nivel general de ruido de los submarinos nucleares, dicho esquema puede reducir el impacto de las explosiones submarinas en el equipo y la tripulación. El barco tiene una unidad de cola vertical desarrollada con una bola aerodinámica, en la que se encuentra la antena remolcada. También en el submarino hay dos propulsores reclinables y timones horizontales de proa retráctiles con flaps. Una característica del proyecto es la conexión acoplada sin problemas de la unidad de cola al casco. Esto se hace para reducir los remolinos hidrodinámicos que generan ruido.
El suministro de energía se lleva a cabo mediante una central nuclear. El barco líder, K-284 Akula, estaba equipado con un reactor nuclear refrigerado por agua a presión OK-650M.01. En pedidos posteriores, la AEU tiene mejoras menores. Algunas fuentes informan que los barcos posteriores están equipados con reactores OK-9VM. La potencia térmica del reactor es de 190 MW, la potencia del eje es de 50.000 litros. con. Dos motores eléctricos auxiliares en las columnas exteriores articuladas tienen una capacidad de 410 hp. con un generador diésel ASDG-1000.

## Construcción
El submarino se colocó el 28 de julio de 1991 en el Astillero Amur, Komsomolsk del Amur. Botado el 18 de mayo de 1992 y puesto en servicio el 31 de diciembre de 1992.

## Historial de servicio

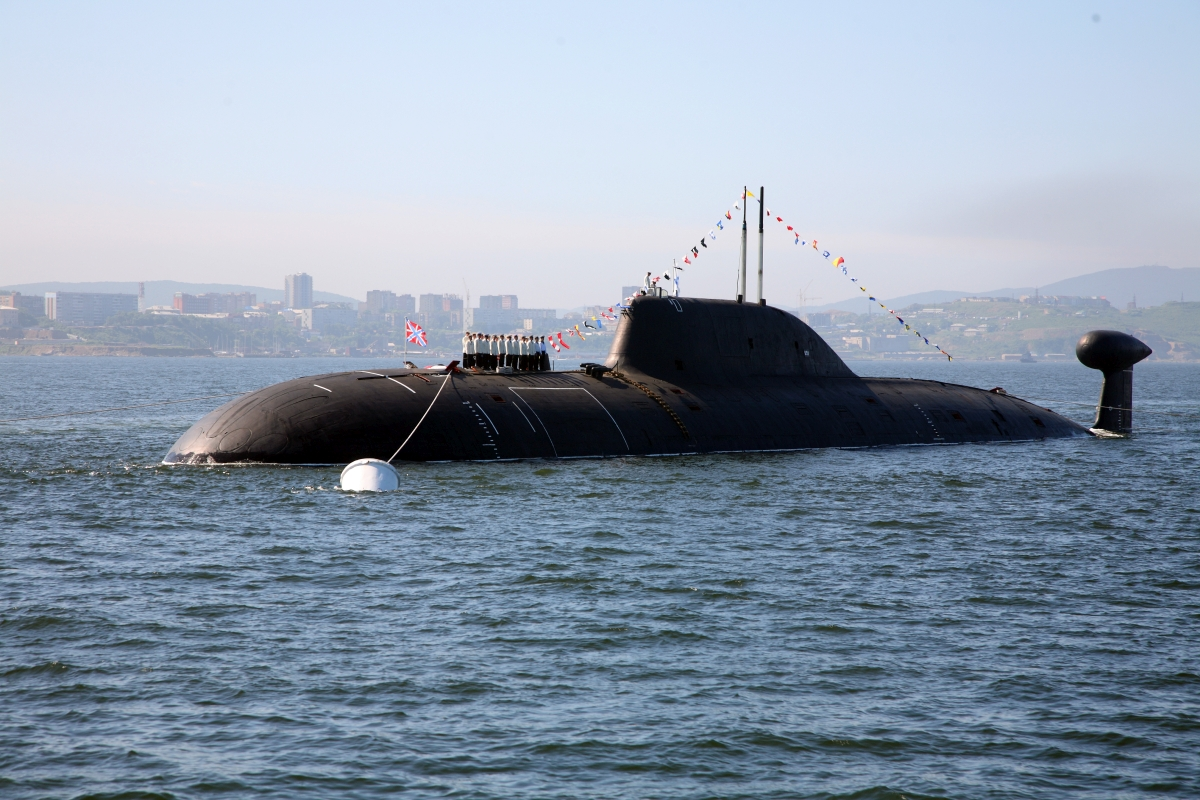
Kuzbass en el año 2008.

El 10 de julio de 1993, un barco bajo el mando del capitán de primer rango AA Appolonov con un cuartel general de marcha a bordo, llegó a una base permanente en la bahía de Krasheninnikov en Kamchatka. El 11 de agosto se realizó el primer tiro práctico con el PLAC con excelente calificación. El 13 de abril de 1993, el sumergible recibió el nombre de Morzh.
De octubre a diciembre de 1995, las tareas del primer servicio de combate frente a las costas occidentales de los Estados Unidos se completaron en un duro sistema de guerra antisubmarina por parte del US PLC.
De mayo a julio de 1996, se completaron las tareas del segundo servicio de combate.
De julio a agosto de 1997, se completaron las tareas del tercer servicio de combate.
El 27 de febrero de 1998, por orden del Comité General de la Marina de 29 de enero de 1998, pasó a llamarse Kuzbass, tras lo cual se completaron con éxito las misiones de patrullaje de combate.
El 1 de mayo de 1998, después de que se disolviera el 45.º DPL, Kuzbass fue transferido al 10.º DPL del 2.º FLPL. El 1 de septiembre de 1998, fue transferido al 16º OpEskPL KTOF.
En 2001, el barco fue reparado en la Empresa Unitaria del Estado Federal "SVRT" en la bahía de Seldevaya.
El 1 de junio de 2003, Kuzbass fue transferido al 16º ESCPL KTOF, luego hasta 2005 fue utilizado para practicar tareas de entrenamiento de combate por parte de la tripulación 78, la tripulación 622 y la tripulación del Guards K-295 Samara.
En 2007, Kuzbass participó en las pruebas de mar del K-152 Nerpa.

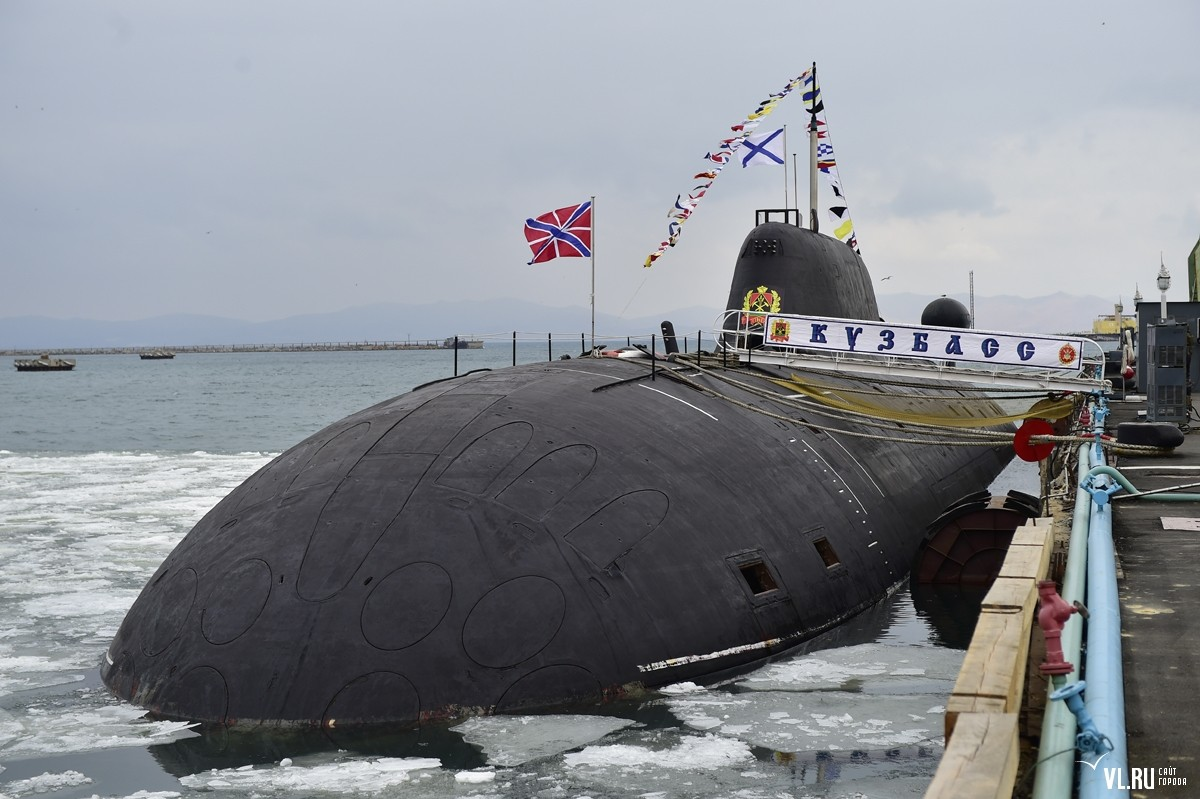
Kuzbass en el año 2016.

En julio de 2008, el barco participó en el Desfile Naval KTOF en la Bahía de Amur en el Golfo de Pedro el Grande dedicado al Día de la Marina . De septiembre a diciembre, se llevaron a cabo reparaciones de emergencia en la ciudad de Bolshoy Kamen.
Desde 2009, el submarino nuclear se ha estado sometiendo a reparaciones en el astillero Zvezda en Bolshoy Kamen, cuya finalización estaba prevista para finales de 2013. En enero de 2010, comenzaron los preparativos para cargar combustible nuclear. Las reparaciones y la modernización duraron hasta diciembre de 2015. El 18 de diciembre, el primer ministro ruso, Dmitri Medvédev, y el gobernador del territorio de Primorsky, Vladimir Miklushevsky, vieron un barco modernizado. El 22 de diciembre de 2015, el barco estaba listo para una salida al mar con el posterior traslado al punto de base principal hasta finales de marzo de 2016. El 19 de marzo de 2016, el submarino fue entregado a la Marina tras una larga reparación.
A principios de septiembre de 2017, el barco realizó con éxito un complejo de disparos de torpedos desde una posición sumergida a los barcos del enemigo imaginario, cuyo papel fue desempeñado por pequeños barcos antisubmarinos del grupo Kamchatka de la Flota del Pacífico.
Desde septiembre de 2017, forma parte de la 10.ª División de Submarinos del 16.º escuadrón de submarinos de la Flota del Pacífico con base en Vilyuchinsk (Bahía Krasheninnikov). En 2017, tras los resultados del campeonato por el premio desafío del Comandante en Jefe de la Armada, la tripulación del barco ganó el premio Comandante en Jefe de la Armada en el campeonato individual de las tripulaciones de todas las flotas, y también recibió el primer lugar por realizar un ataque con torpedos.
El 15 de julio de 2022, el Kuzbass (junto con Omsk y Tomsk ) regresaron de un despliegue de tres meses.